# Kroumen
Les kroumen (pluriel de krouman) étaient une communauté d'Africains du peuple Krou originaires de Côte d’Ivoire, employés à bord de bateaux ou comme portefaix, du XVIe au XXe siècle. Par la suite, ce nom désigne toute la catégorie socio-professionnelle des marins et portefaix libériens et ivoiriens travaillant au service des colons, que ce soit au Liberia ou en Côte d'Ivoire, mais aussi au Gabon, au Cameroun, au Niger, au Congo, aux Antilles…. 
Une partie des Ivoiriens provenait de la région de Sassandra — premier port sur les côtes du golfe de Guinée en venant d'Europe — en Côte d'Ivoire et embarquait sur les navires de commerce à Sassandra ou à Tabou pour assurer jusqu'à Kribi au Cameroun, la manutention des marchandises et plus spécialement des grumes d'okoumé, mesurant jusqu'à 20 mètres de long et pesant jusqu'à 40 tonnes.